# Tres mils
Els tres mils és el nom que es dona a una coneguda excursió que discorre pels municipis de Bunyola i Escorca, a la Serra de Tramuntana, a l'illa de Mallorca. La ruta s'anomena així perquè corona tres cims pròxims entre si tots tres de més de mil metres d'alçada: el Puig de l'Ofre (o Lofra), amb els seus 1.093 metres, el de na Franquesa, de 1.067 metres, i el de sa Rateta, el més alt, amb 1.113 metres. El nom juga amb la semblança fonètica amb la paraula tresmil, que en muntanyisme fa referència a un cim de més de 3.000 metres: si se sumen les altures de l'Ofre, na Franquesa i sa Rateta sumen, efectivament, més de 3.000 metres. Tot i així, el desnivell acumulat no assoleix ni la mitat d'un tresmil.

## Recorregut
La ruta sol començar a la Font des Noguer, creuar l'embassament de Cúber fins al Coll de l'Ofre, i des d'allà puja els tres puigs: primer l'Ofre, després na Franquesa i després sa Rateta. Des d'aquest darrer es baixa pel camí de nevaters cap a la canal que du a l'embassament de Cúber de nou. Tot i així, la ruta admet variacions: començar des de Coma-sema pujant primer sa Rateta, fer-ho des d'Orient i pujar primer l'Ofre pel Pas de na Maria, partir des de Biniaraix i pujar el Barranc fins al Coll de l'Ofre, o seguir la ruta des de Fornalutx pel Portell de sa Costa. El tram que va de na Franquesa a sa Rateta segueix la carena que fa de partió entre els municipis d'Escorca i Bunyola.

## Toponímia
Els noms d'aquests tres cims, com tots els topònims en general, han anat canviant al llarg del temps. Concretament, el darrer canvi en la toponímia d'aquestes muntanyes és molt recent: es va produir a cavall del segle xix i el xx. Resulta que el cim més alt del massís, sa Rateta, era un temps conegut com a sa (o na) Franquesa. En canvi, el seu cim veïnat, l'actualment conegut amb el nom de na Franquesa, rebia el nom de la possessió que es troba a la seva falda, Binimorat (puig de). Sa Rateta, el nom amb què es coneixien unes terres que creuava el camí de nevaters que ascendia al puig (segurament en origen era "sa Roteta", en referència a una rota que hi podia haver), va acabar per denominar tota la muntanya, i el seu antic nom va passar a denominar el cim veïnat, na Franquesa, l'antic Puig de Binimorat. El mateix Arxiduc encara coneixia els cims amb la nomenclatura antiga. Avui en dia, però, tothom que coneix els cims s'hi refereix amb els noms moderns, en part degut al fet que així consta en els mapes.